# 2018년 동계 올림픽 쇼트트랙 남자 500m
2018년 동계 올림픽의 쇼트트랙 남자 500m는 2018년 2월 20일부터 2월 22일까지 대한민국 강릉시 강릉 아이스 아레나에서 진행되었다. 예선은 2월 20일에, 준준결승부터 결승까지는 2월 22일에 열렸다. 경기 결과, 중화인민공화국의 우다징이 두 번의 세계 신기록을 갈아치우며 이번 대회 중화인민공화국의 첫 금메달을 차지하였다. 대한민국의 황대헌과 임효준은 각각 은메달과 동메달을 차지하면서 24년만의 금메달은 아쉽게 놓치고 말았다.

## 출전권 예선
2017-18 ISU 쇼트트랙 월드컵 기간 동안의 경기 결과에 따른 세계랭킹에 따라 각국에 일정 쿼터가 배정된다. 한 국가가 받을 수 있는 최대 쿼터수는 그 국가가 계주 경기에 참가하면 남녀당 5쿼터까지, 계주 경기에 참가하지 않으면 3쿼터까지이다. 개최국인 대한민국은 10쿼터를 자동으로 부여받는다. 
남자 500m 종목에는 총 32명분 쿼터가 배정됐다.

## 결과
경기는 8시 경에 진행될 예정이다. 

### 예선
Q – 준준결승에 진출
ADV – 피반칙으로 진출
PEN – 페널티
| 순위 | 조 | 이름                    | 국가                   | 시간     | 비고  |
| ---- | -- | ----------------------- | ---------------------- | -------- | ----- |
| 1    | 1  | 우다징                  | 중화인민공화국         | 40.264   | Q, OR |
| 2    | 1  | 바르토시 코놉코         | 폴란드                 | 41.039   | Q     |
| 3    | 1  | 앤디 정                 | 오스트레일리아         | 1:03.137 |       |
| 4    | 1  | 티보 포코네             | 프랑스                 | 1:04.756 |       |
|      | 1  | 에런 트란               | 미국                   |          | PEN   |
| 1    | 2  | 사뮈엘 지라르           | 캐나다                 | 40.493   | Q     |
| 2    | 2  | 로베르츠 즈베이니엑스   | 라트비아               | 40.563   | Q     |
| 3    | 2  | 유리 콘포르톨라         | 이탈리아               | 40.869   |       |
| 4    | 2  | 블라디슬라브 비카노브   | 이스라엘               | 47.177   |       |
| 1    | 3  | 서이라                  | 대한민국               | 40.438   | Q     |
| 2    | 3  | 딜란 후거베르프         | 네덜란드               | 40.657   | Q     |
| 3    | 3  | 세바스티앵 르파프       | 프랑스                 | 40.900   |       |
| 4    | 3  | 빅토르 크노치           | 헝가리                 | 1:06.040 |       |
| 1    | 4  | 임효준                  | 대한민국               | 40.418   | Q     |
| 2    | 4  | 단 브레이우스마         | 네덜란드               | 40.806   | Q     |
| 3    | 4  | 데니스 니키샤           | 카자흐스탄             | 41.436   | ADV   |
|      | 4  | 샤를 아믈랭             | 캐나다                 |          | PEN   |
| 1    | 5  | 런쯔웨이                | 중화인민공화국         | 40.294   | Q     |
| 2    | 5  | 알렉산드르 슐기노프     | 러시아 출신            | 40.585   | Q     |
| 3    | 5  | 누르베르겐 주마가지예프 | 카자흐스탄             | 40.748   | ADV   |
|      | 5  | 싱키 크네흐트           | 네덜란드               |          | PEN   |
| 1    | 6  | 류 사오앙               | 헝가리                 | 40.526   | Q     |
| 2    | 6  | 사카즈메 료스케         | 일본                   | 40.658   | Q     |
| 3    | 6  | 아브잘 아즈갈리예프     | 카자흐스탄             | 43.388   | ADV   |
|      | 6  | 파벨 시트니코프         | 러시아 출신            |          | PEN   |
| 1    | 7  | 황대헌                  | 대한민국               | 40.758   | Q     |
| 2    | 7  | 와타나베 게이타         | 일본                   | 41.678   | Q     |
| 3    | 7  | 토마스 홍               | 미국                   | 43.096   |       |
|      | 7  | 정광범                  | 조선민주주의인민공화국 |          | PEN   |
| 1    | 8  | 류 사오린 샨도르        | 헝가리                 | 40.650   | Q     |
| 2    | 8  | 한톈위                  | 중화인민공화국         | 40.744   | Q     |
| 3    | 8  | 세묜 옐리스트라토프     | 러시아 출신            | 40.829   |       |
| 4    | 8  | 존헨리 크루거           | 미국                   | 41.008   |       |

### 준준결승
Q – 준결승에 진출
ADV – 피반칙으로 진출
PEN – 페널티
| 순위 | 조 | 이름                    | 국가           | 시간     | 비고      |
| ---- | -- | ----------------------- | -------------- | -------- | --------- |
| 1    | 1  | 런쯔웨이                | 중화인민공화국 | 40.032   | Q         |
| 2    | 1  | 류 사오린 샨도르        | 헝가리         | 40.471   | Q         |
| 3    | 1  | 데니스 니키샤           | 카자흐스탄     | 40.806   |           |
| 4    | 1  | 알렉산드르 슐기노프     | 러시아 출신    | 54.498   |           |
| 5    | 1  | 바르토시 코놉코         | 폴란드         | 1:10.996 |           |
| 1    | 2  | 우다징                  | 중화인민공화국 | 39.800   | Q, WR, OR |
| 2    | 2  | 황대헌                  | 대한민국       | 40.861   | Q         |
| 3    | 2  | 로베르츠 즈베이니엑스   | 라트비아       | 40.904   |           |
| 4    | 2  | 와타나베 게이타         | 일본           | 41.354   |           |
| 5    | 2  | 누르베르겐 주마가지예프 | 카자흐스탄     | DNF      |           |
| 1    | 3  | 사뮈엘 지라르           | 캐나다         | 40.477   | Q         |
| 2    | 3  | 사카즈메 료스케         | 일본           | 40.563   | Q         |
| 3    | 3  | 한톈위                  | 중화인민공화국 | 1:14.891 |           |
| 4    | 3  | 서이라                  | 대한민국       | 1:17.779 |           |
| 1    | 4  | 임효준                  | 대한민국       | 40.400   | Q         |
| 2    | 4  | 단 브레이우스마         | 네덜란드       | 40.677   | Q         |
| 3    | 4  | 딜란 후거베르프         | 네덜란드       | 41.007   |           |
| 4    | 4  | 아브잘 아즈갈리예프     | 카자흐스탄     | 41.616   | ADV       |
|      | 4  | 류 사오앙               | 헝가리         |          | PEN       |

### 준결승
QA – 파이널 A에 진출
QB – 파이널 B에 진출
| 순위 | 조 | 이름                | 국가           | 시간   | 비고 |
| ---- | -- | ------------------- | -------------- | ------ | ---- |
| 1    | 1  | 우다징              | 중화인민공화국 | 40.087 | QA   |
| 2    | 1  | 사뮈엘 지라르       | 캐나다         | 40.185 | QA   |
| 3    | 1  | 류 사오린 샨도르    | 헝가리         | 40.399 | QB   |
| 4    | 1  | 단 브레이우스마     | 네덜란드       | 40.775 | QB   |
| 5    | 1  | 아브잘 아즈갈리예프 | 카자흐스탄     | 40.835 |      |
| 1    | 2  | 황대헌              | 대한민국       | 40.108 | QA   |
| 2    | 2  | 임효준              | 대한민국       | 40.132 | QA   |
| 3    | 2  | 런쯔웨이            | 중화인민공화국 | 40.418 | QB   |
| 4    | 2  | 사카즈메 료스케     | 일본           | 40.434 | QB   |

### 파이널 B
| 순위 | 이름             | 국가           | 시간   | 비고 |
| ---- | ---------------- | -------------- | ------ | ---- |
| 5    | 류 사오린 샨도르 | 헝가리         | 40.651 |      |
| 6    | 런쯔웨이         | 중화인민공화국 | 40.694 |      |
| 7    | 단 브레이우스마  | 네덜란드       | 40.835 |      |
| 8    | 사카즈메 료스케  | 일본           | 40.985 |      |

### 파이널 A
파이널 A는 20:15에 시작하였다.
| 순위 | 이름          | 국가           | 시간   | 비고   |
| ---- | ------------- | -------------- | ------ | ------ |
| 1    | 우다징        | 중화인민공화국 | 39.584 | WR, OR |
| 2    | 황대헌        | 대한민국       | 39.854 |        |
| 3    | 임효준        | 대한민국       | 39.919 |        |
| 4    | 사뮈엘 지라르 | 캐나다         | 39.987 |        |

## 범례
|  | 세계 신기록                  |  |                   | 아프리카 신기록 |                      | Q | 예선 통과 |
|  | 올림픽 신기록                |  | 북아메리카 신기록 | DNS             | 경기를 시작하지 않음 |   |           |
|  |                              |  | 아시아 신기록     | DNF             | 경기를 마치지 않음   |   |           |
|  | 국가 신기록                  |  | 유럽 신기록       | DSQ             | 실격                 |   |           |
|  | 개인 최고 기록 (개인 신기록) |  | 오세아니아 신기록 | WD              | 기권                 |   |           |
|  | 시즌 최고 기록 (시즌 신기록) |  | 남아메리카 신기록 | NM              | 기록 없음            |   |           |

### 쇼트트랙
| ADV | 피반칙으로 다음 라운드 진출 |  |  | QA | 결승전 A (메달 경쟁) |  |  | QB | 결승전 B (메달 없음) |